# Hulagu Khan
Hulagu Khan (noto anche come Hülagü o Hulegu) (1217 circa – Maragheh, 8 febbraio 1265) è stato un condottiero mongolo che conquistò gran parte dell'Asia sud-occidentale.
Era nipote di Gengis Khan e fratello di Arig Bek, Munke e Kublai Khan e diventò il primo khan dell'Ilkhanato di Persia.

## Genealogia
Hülegü era figlio di Tolui e Sorqaqtani Beki, una donna nestoriana figlia di Jakha Gambhu dei Kereiti. Il padre Tolui era figlio del grande Chinggis Khan (Gengis Khan).
Fu sposato con:
- Guyuk Khatun, sua cugina degli Ongirrat figlia di Toralchi Guragan e di Chachaygan
- Kutui Khatun, sorella di Hujan moglie di Kuchu Khan
- Yesujin Khatun, della tribù dei Suldus
- Dokuz Khatun, cristiana nestoriana, già sua matrigna ed ex moglie di Tolui, figlia di Abaqu Khan
- Toktani Khatun, nipote di Abaqu Khan
- Oljai Khatun, figlia di Toralchi Guragan, in seguito moglie del figlio Abaqa.

Ebbe molti figli dalle mogli e da una serie di concubine; i principali furono:
- Todogach figlia di una concubina; poi sposò Tangiz Guragan Khan
- Jumgur e Bulukan Aga dalla moglie Guyuk Khatun
- Abaqa dalla moglie Yesujin Khatun
- Yoshmut e Tubshin dalla concubina Nogachin Egachi
- Takshin e Tegudar dalla moglie Kutui Khatun
- Taragai dalla concubina Borak Chin
- Ajai dalla concubina Arigan Egachi
- Konkurtai dalla concubina Ajuja Egachi
- Yes Udar dalla concubina Yes Hi Chin
- Manggu Temur, Jamai, Manggugan e Baba Khan, dalla moglie Oljai Khatun
- Hulachu e Shibauci dalla concubina El Egachi
- Ṭoghā Temūr, Todogach, Tarakai e Kutlukkan da una concubina

## Premesse
Hulegu fu inviato nel 1255 da suo fratello Munke (che fu Gran Khan dal 1251 al 1258), a distruggere ciò che restava degli Stati musulmani nell'Asia sud-occidentale. Il primo a cadere sotto i suoi colpi fu il Luristan, nel sud dell'attuale Iran; il secondo ad essere distrutto fu lo staterello costituito dalla setta ismailita degli Assassini; il terzo ad essere annientato fu lo stesso califfato abbaside. Venne poi il turno degli emirati ayyubidi in Siria e, per ultimo, aveva intenzione di realizzare la sottomissione o distruzione del Sultanato mamelucco d'Egitto.

## Gli Assassini e la marcia su Baghdad
Hülegü marciò alla testa di quella che forse fu la più grande formazione militare mongola mai radunata (centoventimila uomini tra Mongoli e Turchi). Fra i generali ai suoi ordini vi era Kitbuga Noyan, membro della Chiesa d'Oriente. Nel settembre del 1255 Hülegü raggiunse Samarcanda e inviò un esercito di dodicimila uomini agli ordini di Kitbuga per sottomettere la setta degli Assassini nel nord dell'Iran, ma la missione non ebbe successo. A causa della grande resistenza Hülegü decise di cambiar tattica e mandò tre colonne di uomini per "tagliare" i rifornimenti di cibo alle fortezze della setta. Nonostante Rukn al-Din, successore di Mohammed III, si fosse arreso quasi subito, i fedayn delle singole fortezze continuarono a resistere. L'ultima a cadere nel 1270 fu la fortezza di Girdkuh. Hülegü probabilmente aveva intenzione di conquistare con la stessa tattica anche Baghdad, che i Mongoli avevano sperato di prendere durante tutto l'ultimo decennio. Per muovere alla sua conquista, Hülegü prese a pretesto il rifiuto del califfo di concedergli truppe. Hülegü inviò allora un messaggio al califfo al-Musta'sim, che conteneva i seguenti versi:
Quando conduco adirato il mio esercito contro Baghdad, ovunque tu ti nasconda in cielo o in terra
ti precipiterò dalle roteanti sfere;
ti lancerò in aria come fa un leone.
non lascerò in vita nessuno del tuo regno;
brucerò la tua città, il tuo territorio, te stesso.
Se vuoi salvare te e la tua venerabile famiglia, dà retta al mio avviso con l'orecchio dell'intelligenza. Se non lo farai tu vedrai ciò che Dio avrà voluto.

## Battaglia di Baghdad

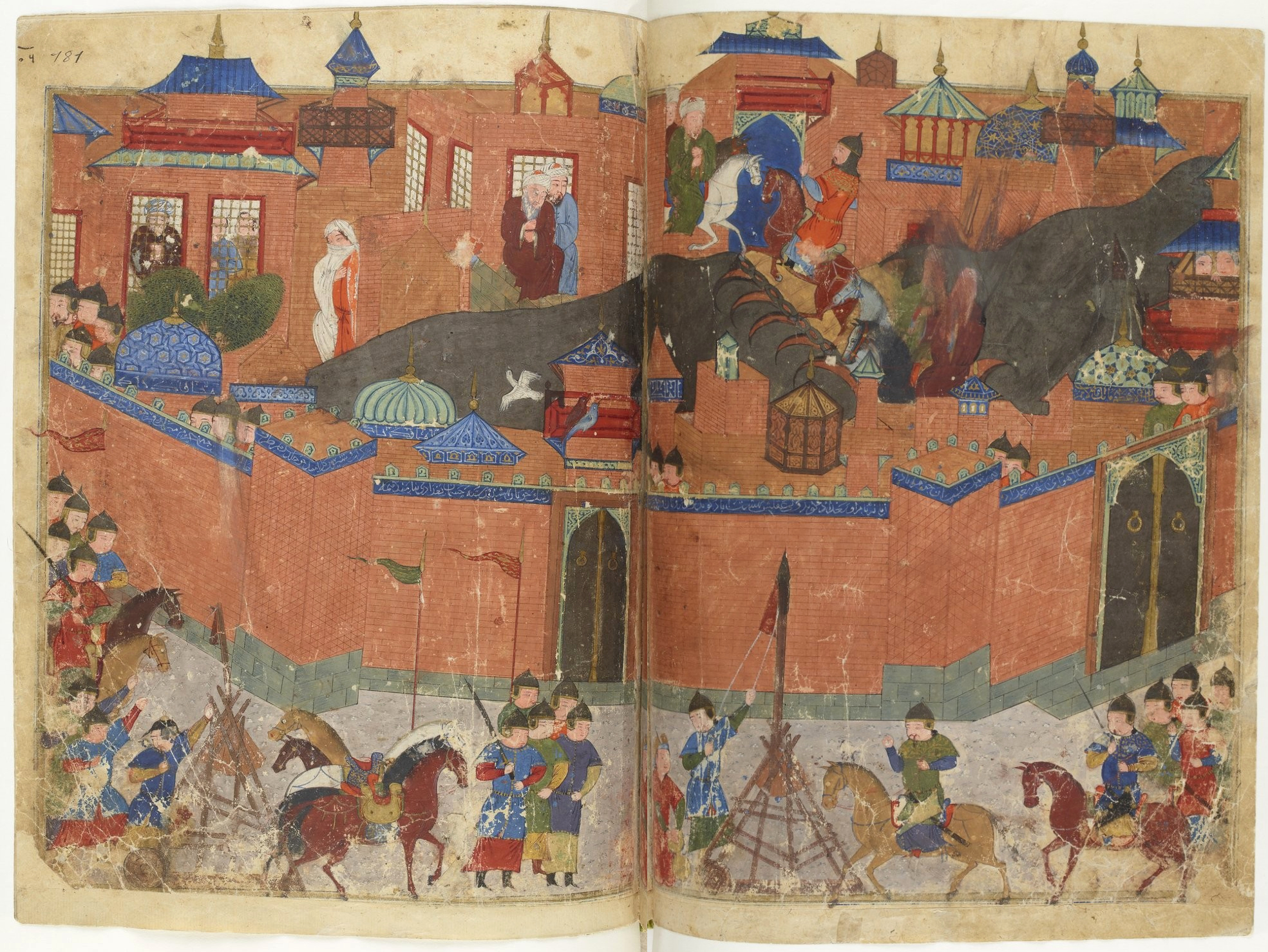
L'esercito di Hülegü attacca Baghdad, 1258. Notare sullo sfondo le macchine d'assedio.

L'esercito mongolo, guidato da Hülegü Khan pose l'assedio a Baghdad nel novembre del 1257. Egli marciò con quella che probabilmente era la più numerosa compagine armata mai messa in campo dai Mongoli. Per ordine di Munke Khan, uno su dieci degli uomini combattenti dell'intero impero fu arruolato nell'esercito di Hülegü.
Hülegü ingiunse la resa. Il califfo rifiutò, avvertendo i Mongoli che avrebbero subito la collera di Dio se avessero attaccato il califfo. Numerosi resoconti narrano che il califfo fallì nel preparare le difese contro l'attacco; infatti non radunò i soldati né rafforzò le difese delle mura di Baghdad.
Una volta giunto nei pressi della città, Hülegü divise le sue forze, così da poter minacciare entrambi i lati della città, sulla riva orientale e occidentale del Tigri. L'esercito del califfo respinse alcuni attacchi da Ovest ma fu sgominato nella successiva battaglia. I Mongoli attaccanti ruppero alcune dighe e inondarono il terreno alle spalle dell'esercito del califfo, intrappolandolo. Numerosi soldati caddero uccisi o annegarono.
I Mongoli, sotto il generale cinese Kuo Kan, posero allora l'assedio alla città in modo più serrato, costruendo una palizzata e un fossato, spingendovi sotto macchine d'assedio e catapulte. L'assedio cominciò il 29 gennaio e fu rapido. Il 5 febbraio i Mongoli controllavano una porzione di mura. Al-Musta'sim tentò di negoziare ma ottenne un rifiuto. Sebbene la città fosse difesa da 500.000 uomini, essi non riuscirono a impedire ai Mongoli di penetrare in città.
Il 10 febbraio Baghdad si arrese. I Mongoli entrarono in città il 13 febbraio e la misero a sacco.

## Sacco di Baghdad
Malgrado suo fratello Munke (Mongke) avesse ordinato a Hulagu di trattare dolcemente chi si fosse sottomesso e di distruggere senza pietà chi si fosse opposto alla volontà mongola, ignorò di fatto la prima parte delle disposizioni.
La Grande Bayt al-Ḥikma di Baghdad, contenente innumerevoli preziosi documenti storici e libri su soggetti che spaziavano fra la medicina e l'astronomia, furono distrutti. I sopravvissuti dissero che le acque del Tigri scorsero nere per l'inchiostro delle enormi quantità di libri manoscritti gettati nel fiume. I cittadini tentarono di fuggire, ma furono intercettati dai soldati mongoli che li rapinarono e li uccisero sul posto.
Malgrado il numero dei morti oscilli ampiamente e non possa essere sostanziato facilmente, una stima è stata pur tuttavia fatta. Martin Sicker scrive che circa 90.000 persone furono uccise (Sicker 2000, p. 111). Altre valutazioni forniscono cifre considerevolmente più alte. Storici musulmani come Abdullah Wassaf affermano che le perdite umane furono di numerose centinaia di migliaia o forse ancor più.
I Mongoli saccheggiarono e poi distrussero quanto capitò loro sotto mano. Moschee, palazzi, biblioteche, ospedali — grandi edifici che erano stati l'impresa di generazioni intere furono bruciati totalmente. Il califfo fu catturato e forzato ad assistere all'assassinio dei suoi concittadini e al depredamento dei suoi tesori. Il califfo al-Musta'sim fu ucciso forse a calci: Marco Polo racconta che Hülegü lasciò il califfo morire di fame, ma non ci sono prove che ciò sia avvenuto. La maggior parte degli storici crede ai racconti mongoli (e musulmani) secondo cui i Mongoli fecero arrotolare il corpo del califfo in un tappeto, lo fecero calpestare dai cavalli, in quanto credevano che la terra sarebbe stata offesa se su di essa fosse stato versato sangue reale. Tutti i figli del califfo, salvo uno, furono uccisi.
Baghdad solo gradualmente poté rinascere, senza poter recuperare mai più l'antica gloria.

## Conseguenze
Fu così distrutto il califfato e saccheggiato l'Iraq, mai più destinato a tornare centro importante di cultura e d'influenza politica. Gli staterelli della regione si preoccuparono di assicurare Hülegü della loro lealtà e i Mongoli presero ad occuparsi della Siria nel 1259, conquistando vari emirati ayyubidi, inviando loro pattuglie fino alla palestinese Gaza. Il successivo obiettivo fu l'Egitto ma la morte di Mongke in patria forzò Hülegü e la gran parte del suo esercito ad abbandonare il disegno, dal momento che la crisi successoria che seguì alla scomparsa di Mongke appariva di difficile superamento. Infatti, malgrado la successione infine portasse all'incarceramento di uno dei suoi fratelli e alla nomina di un altro a Gran Khan, (Kublai Khan), la verità è che dopo il 1258 non esisteva più un Impero Mongolo unito, ma reami separati, incluso l'Ilkhanato di Persia istituito da Hülegü.
Nel 1260 Hulagu ordinò l'invasione della Palestina, ma i Mongoli, comandati da Kitbuga Noyan, entrarono in frizione con gli Stati crociati che controllavano le coste della regione palestinese. I Mamelucchi riuscirono a renderseli alleati, a passare attraverso il loro territorio e a distruggere l'esercito mongolo (ridotto a un decimo delle forze mamelucche) nella battaglia di Ayn Jalut (Le fonti di Golia), in territorio palestinese. Palestina e Siria furono definitivamente perse dai Mongoli, la frontiera restò fissata sul Tigri per tutta la durata della dinastia ilkhanide di Hülegü.

Dirham d'argento del regno di Hülegü, 1256-1265.

Hülegü tornò in Mongolia nel 1262, ma invece di vendicare le sue disfatte coi Mamelucchi, fu assorbito dalla guerra civile col fratello di Batu Khan, Berke. Berke Khan aveva promesso di punire il sacco di Baghdad operato da Hülegü, dal momento che egli era musulmano. Lo storico musulmano Rashid al-Din riferisce che Berke Khan aveva mandato il seguente messaggio a Mongke Khan (non sapendo che Mongke era morto in Cina), protestando per l'attacco a Baghdad, per il saccheggio di tutte le città dei musulmani e la morte del califfo. "Con l'aiuto di Dio lo chiamerò a render conto di tanto sangue innocente versato". Berke Khan in effetti mantenne la promessa, alleandosi con i Mamelucchi, e quando Hülegü tornò in patria nel 1262, dopo che la successione fu infine assicurata a Kublai come ultimo Gran Khan, e dopo aver ammassato le sue forze armate per vendicare ʿAyn Jālūt e aggredire i Mamelucchi che lì avevano sconfitto le sue forze, Berke Khan avviò una serie di incursioni su vasta scala che attirarono Hülegü a Nord per intercettarlo, così da far subire a Hülegü Khan severe perdite in un tentativo d'invasione a nord del Caucaso nel 1263. Questa fu la prima guerra aperta fra Mongoli e segnò la fine dell'Impero unito mongolo.
Hülegü Khan morì nel 1265 a Maragheh, scelta da lui come sua capitale, e fu sepolto nell'isola di Shahi, sul Lago di Urmia. Fu sepolto, "alla stregua di Chinggis Khan, con varie principesse che sarebbero state sacrificate per l'occasione".

A Hūlāgū succedette suo figlio Abāqā.